# Automéduse
Dans la mythologie grecque, Automéduse (en grec ancien αὐτός / autós, « soi-même », et Μέδουσα / Médousa, « Méduse », de μέδω / médô, « commander, régner ») est la fille du roi de Mégare, Alcathoos. Elle était la première épouse d'Iphiclès, frère d'Héraclès. Ils donneront naissance à Iolaos, le futur conducteur du char de son oncle Héraclès.